# Andøya
Andøya ist die nördlichste Insel Vesterålens im norwegischen Fylke Nordland und ein Teil der Kommune Andøy. Die Insel ist die zehntgrößte des Landes, auf ihr erstreckt sich das landesweit größte zusammenhängende Moorgebiet (263 km²). Der Reichtum an Moltebeeren ist sprichwörtlich für die Insel.

## Allgemeines

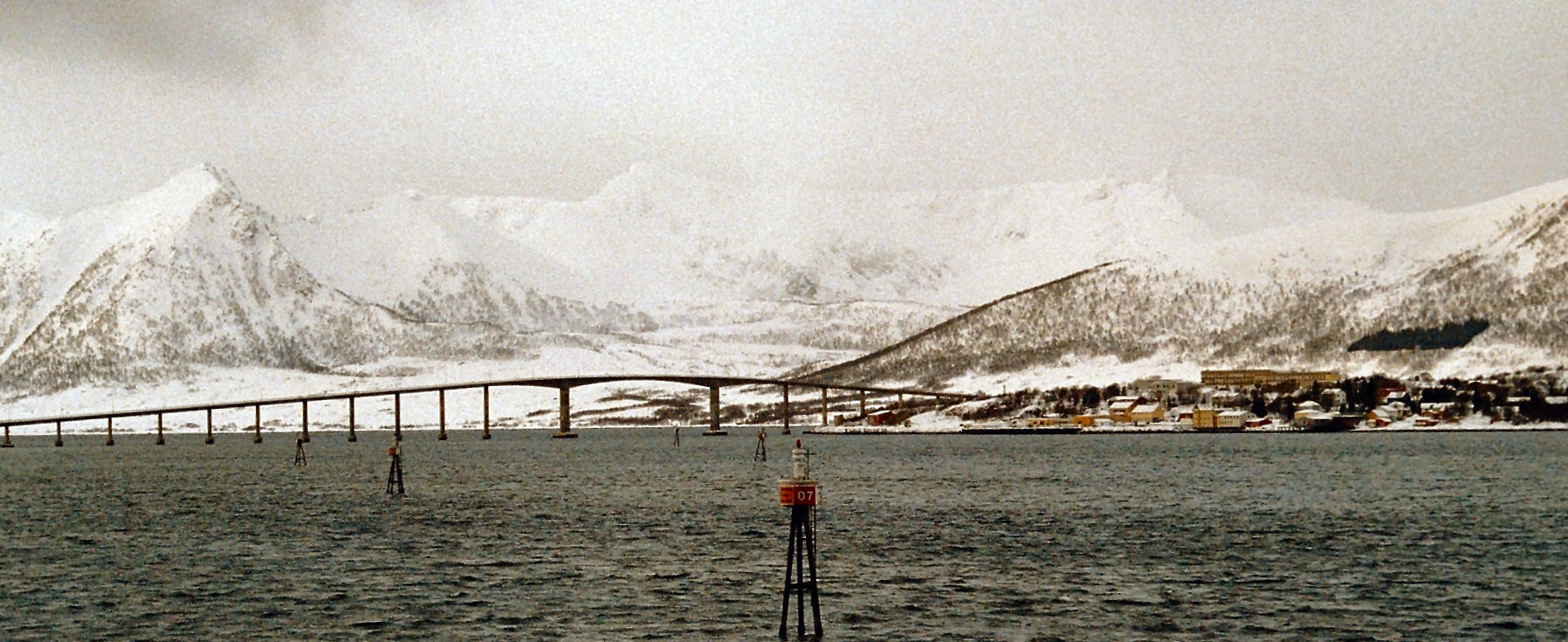
Die Andøybru mit Risøyhamn

Neben Fischerei und Tourismus (Walbeobachtung) ist der Torfabbau ein wichtiger Wirtschaftszweig. Torf war einst der einzige Brennstoff auf den kargen Eilanden des Nordens.
Angebunden an Hinnøya und somit ans Festland ist Andøya über die Brücke Andøybru auf dem Riksvei 82. Die Brücke überspannt den Risøysund bei der Ortschaft Risøyhamn im Südosten; dort machen auch Schiffe der Hurtigruten Station. An der Nordspitze der Insel befindet sich Andenes, das Verwaltungszentrum von Andøy.
Die Gewässer rund um die Insel werden von zwei Leuchttürmen markiert: dem Andenes fyr im Hafen von Andenes im Norden der Insel und dem Anda fyr auf der im Südwesten vorgelagerten Insel Anden.

## Geologie
Eine geologische Besonderheit bildet das Steinkohlevorkommen im Fjell Ramsåfeltet. Außer auf Svalbard finden sich in Skandinavien sonst keine Lagerstätten. Diese Vorkommen stammen aus der Zeit vor 250 bis 90 Millionen Jahren. Das Fjell ist auch reich an Fossilienfunden. Als besonderes Beispiel dafür gilt der Fund eines 3 m langen Ichthyosauriers aus dem Jura.

## Refugialraum während der Letzten Kaltzeit

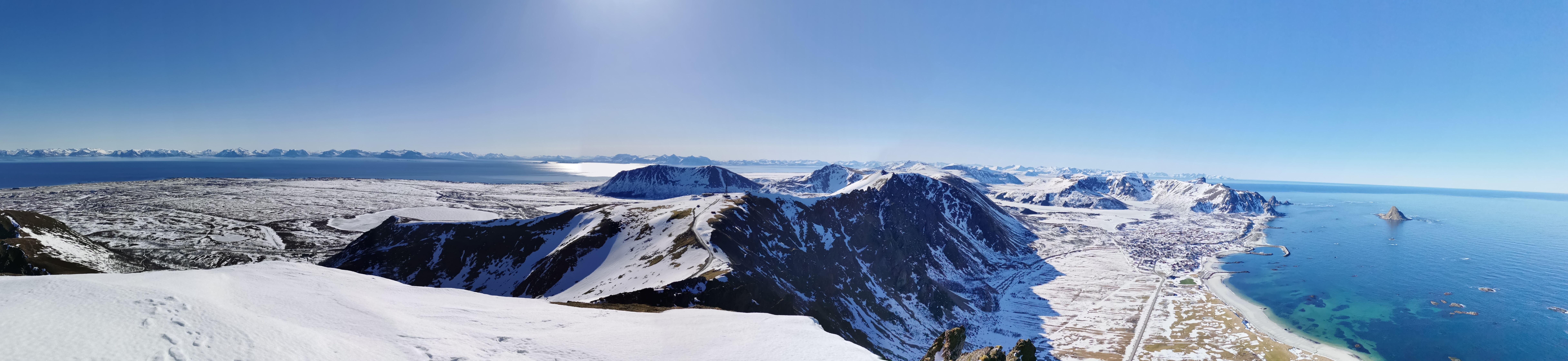
Blick über Andøya vom Berg Røyken aus

Während der letzten großen Vereisungsphase (etwa vor 22.000 bis vor 17.700 Jahren) der Letzten Kaltzeit, bezeichnet als Weichsel-Kaltzeit, war die Inselregion von Andøya als einziges Gebiet Skandinaviens größtenteils nicht unter Gletschern verborgen. So fungierte Andøya als Refugialraum, von dem aus, nach Zurückweichen des skandinavischen Gletscherschildes vor etwa 13.500 Jahren, Bäume wie Fichten (Picea) und Kiefern (Pinus) rasch wieder die freigewordenen Regionen besiedeln konnten. Insbesondere für die Rekolonisierung Norwegens durch die Gemeine Fichte (Picea abies) und ihre heutige Biodiversität spielte der Restbestand auf Andøya eine tragende Rolle. Das Überleben der Nordischen Wühlmaus auf Andøya während der letzten großen Vereisungsphase ist anzunehmen, aber nicht bewiesen.
Nicht nur den Landlebewesen diente Andøya als einzigartiges Refugium in Nordeuropa, sondern auch marinen wie der Gemeinen Herzmuschel. Sogar eine trans-arktische und trans-atlantische Rekolonisierung, bei der Andøya eine Art Brückenkopf in Europa darstellte, wurde im Fall der Makroalge Fucus distichus nachgewiesen.
Infolge der besonderen Vorgeschichte als Refugialraum ist die Biodiversität Andøyas bemerkenswert ausgeprägt.

## Klima
|                        | Jan  | Feb  | Mär  | Apr  | Mai  | Jun  | Jul  | Aug  | Sep  | Okt  | Nov  | Dez  |   |       |
| Mittl. Temperatur (°C) | −2,1 | −2,2 | −1,4 | 1,1  | 5,2  | 8,5  | 11,0 | 11,0 | 7,8  | 4,2  | 0,9  | −1,2 | ⌀ | 3,6   |
| Mittl. Tagesmax. (°C)  | 0,3  | 0,1  | 0,8  | 3,3  | 7,5  | 11,1 | 13,5 | 13,3 | 10,0 | 6,2  | 2,8  | 1,1  | ⌀ | 5,9   |
| Mittl. Tagesmin. (°C)  | −5,1 | −5,2 | −4,4 | −1,8 | 2,5  | 6,2  | 8,7  | 8,3  | 5,2  | 1,7  | −1,7 | −4,0 | ⌀ | 0,9   |
|                        |      |      |      |      |      |      |      |      |      |      |      |      |   |       |
| Niederschlag (mm)      | 98   | 86   | 79   | 68   | 53   | 61   | 67   | 77   | 108  | 144  | 109  | 110  | Σ | 1060  |
|                        |      |      |      |      |      |      |      |      |      |      |      |      |   |       |
| Regentage (d)          | 15,3 | 13,1 | 13,5 | 13,1 | 10,6 | 11,8 | 12,1 | 12,8 | 16,6 | 19,2 | 17,0 | 17,4 | Σ | 172,5 |

| −5,1 |

| −5,2 |

| −4,4 |

| −1,8 |

| 2,5 |

| 6,2 |

| 8,7 |

| 8,3 |

| 5,2 |

| 1,7 |

| −1,7 |

| −4,0 |

| −5,1 |

| −5,2 |

| −4,4 |

| −1,8 |

| 2,5 |

| 6,2 |

| 8,7 |

| 8,3 |

| 5,2 |

| 1,7 |

| −1,7 |

| −4,0 |

## Geschichte
Andøya war schon in der skandinavischen Steinzeit bevölkert, was Funde von 11.000 Jahre alter Holzkohle bezeugen. Die fast allgegenwärtigen Felszeichnungen an der Küste lassen auf vielfältige menschliche Aktivitäten in der jüngeren Bronzezeit schließen.
Der Name Andøya stammt aus der Eisenzeit oder aus der Wikingerzeit. Für die Insel ist der Name Omd in den Sagas des Isländers Snorri Sturluson und des Königs Olav I. Tryggvasons überliefert.
In der Ortschaft Åse, ungefähr 40 km südlich von Andenes, ist eine Ringwallanlage aus der älteren Eisenzeit ausgegraben worden, neben Engeløya und Borg ein weiterer Häuptlingssitz Hålogalands.

## Forschungsstationen
Auf der Oksebasis, einer Raketenabschussstation, dem so genannten Andøya Spaceport (früher Andøya Rakettskytefelt), befinden sich Forschungsstationen, die das Polarlicht und die Atmosphäre untersuchen, und ein Observatorium, das die Atmosphäre mit einem besonders starken Laserstrahl erforscht. 
Am 30. März 2025 wurde hier der Start einer in Entwicklung befindlichen Trägerrakete Spectrum des bayerischen Raumfahrtunternehmens Isar Aerospace getestet, wobei die Rakete nach 30-sekündigem Flug abstürzte.
Am 25. Januar 1995 führte der Start einer Forschungsrakete zu einem Missverständnis in den russischen Streitkräften, welche den Flug dieser Rakete als einen möglicherweise unmittelbar bevorstehenden, amerikanischen Nuklearangriff auf ihr Land interpretierten. Die Nuklearschlüssel aller drei Atomkoffer waren bereits aktiviert, als die Rakete nahe Andøya abstürzte und die Russen Entwarnung gaben. Dies war seit dem Ende des Kalten Krieges bisher der einzige Fall, in dem die russischen Atomkoffer aktiviert wurden.
Den Basen für Forschung und Militär ist ein Flugplatz angegliedert. Die Oksebasis befindet sich 6 km südwestlich von Andenes, der Flugplatz unmittelbar südlich des Ortes.
Von dem Hauptort ist die Mitternachtssonne vom 19. Mai bis zum 25. Juli zu beobachten.